# Hurwitzquaternion
Eine Hurwitzquaternion (oder Hurwitz-Ganzzahl), benannt nach Adolf Hurwitz, ist eine Quaternion, deren vier Koeffizienten entweder alle (rational-)ganzzahlig oder alle halbzahlig (Hälften ungerader ganzer Zahlen) sind – Mischungen von Ganzzahlen und Halbzahlen sind also unzulässig. Die Menge aller Hurwitzquaternionen ist
{\displaystyle H:=\left\{\xi =x_{0}+x_{1}\,\mathrm {i} +x_{2}\,\mathrm {j} +x_{3}\,\mathrm {k} \;\mid \;(x_{0},x_{1},x_{2},x_{3})\in \mathbb {Z} ^{4}\,\cup \,\left({\tfrac {1}{2}}+\mathbb {Z} \right)^{4}\right\}}.
Sie bildet in ihrem Quotientenkörper, dem Divisionsring (Schiefkörper) der Quaternionen mit rationalen Koeffizienten
{\displaystyle S:=\{\xi =x_{0}+x_{1}\,\mathrm {i} +x_{2}\,\mathrm {j} +x_{3}\,\mathrm {k} \;\mid \;x_{0},x_{1},x_{2},x_{3}\in \mathbb {Q} \}},
eine maximale {\displaystyle \mathbb {Z} }-Ordnung. {\displaystyle S} ist der kleinste Unterkörper des Quaternionenschiefkörpers {\displaystyle \mathbb {H} } mit nicht-kommutativer Multiplikation. Andererseits ist seine Vervollständigung (Komplettierung) für die Betrags-Metrik gerade wieder {\displaystyle \mathbb {H} }.

Eine Lipschitzquaternion (oder Lipschitz-Ganzzahl), benannt nach Rudolf Lipschitz, ist eine Quaternion, deren Koeffizienten alle ganzzahlig sind. Die Menge aller Lipschitzquaternionen
{\displaystyle L:=\{\xi =x_{0}+x_{1}\,\mathrm {i} +x_{2}\,\mathrm {j} +x_{3}\,\mathrm {k} \;\mid \;x_{0},x_{1},x_{2},x_{3}\in \mathbb {Z} \}}
ist ein (nicht-kommutativer) Unterring von {\displaystyle H} (aber kein Ideal!). {\displaystyle L} und {\displaystyle H} haben denselben Quotientenkörper {\displaystyle S}.
Im Unterschied zu {\displaystyle L} ist {\displaystyle H} maximal als Ganzheitsring und zusätzlich ein euklidischer Ring, d. h., {\displaystyle H} kennt eine Division mit kleinem Rest und einen euklidischen Algorithmus.
Der Artikel behandelt die wichtigsten algebraischen Eigenschaften inklusive Symmetrien von {\displaystyle H} und deren geometrische Auswirkungen.
Ferner lässt sich exemplarisch verfolgen, inwieweit Begriffe, die man von den kommutativen Ringen her kennt und die häufig nur dort definiert werden, fürs nicht-kommutative Umfeld angepasst werden können.

## Erbschaften
Der Schiefkörper {\displaystyle S} „erbt“ die {\displaystyle \mathrm {i} }, {\displaystyle \mathrm {j} }, {\displaystyle \mathrm {k} } und alle einschlägigen Rechenregeln von {\displaystyle \mathbb {H} }, den Quaternionen mit reellen Koeffizienten. Bezüglich der Definitionen wird auf den entsprechenden Artikel verwiesen.
{\displaystyle S} ist ein 4-dimensionaler Vektorraum über seinem Skalarkörper {\displaystyle \mathbb {Q} }, wie es {\displaystyle \mathbb {H} } über {\displaystyle \mathbb {R} } ist. Vom Vektorraum gewinnt man die Addition und die Skalarmultiplikation {\displaystyle \colon \mathbb {Q} \times S\to S}, bei der der Skalar {\displaystyle r\in \mathbb {Q} } die Quaternion komponentenweise multipliziert. Diese Multiplikation stimmt in ihrem Definitionsbereich mit der Quaternionen-Multiplikation überein, da {\displaystyle r} als {\displaystyle r+0\,\mathrm {i} +0\,\mathrm {j} +0\,\mathrm {k} } in die Quaternionen eingebettet wird, und sie ist kommutativ.
In diesem Artikel wird die (volle) Quaternionen-Multiplikation mit dem Mittepunkt {\displaystyle \cdot } und die Skalarmultiplikation durch einfache Juxtaposition notiert, ferner werden die Quaternionen mit griechischen und die Skalare mit lateinischen Buchstaben geschrieben.
Zur Erläuterung der Auswirkungen der Erbschaften auf das Thema des Artikels seien {\displaystyle \xi =x_{0}+x_{1}\,\mathrm {i} +x_{2}\,\mathrm {j} +x_{3}\,\mathrm {k} } und {\displaystyle \eta =y_{0}+y_{1}\,\mathrm {i} +y_{2}\,\mathrm {j} +y_{3}\,\mathrm {k} } beliebige Quaternionen (mit rationalen oder ggf. reellen Koeffizienten).
- Das Skalarprodukt   {\displaystyle \langle {\cdot },{\cdot }\rangle \colon \mathbb {H} \times \mathbb {H} \to \mathbb {R} }, definiert durch
{\displaystyle \langle \xi ,\eta \rangle :=x_{0}y_{0}+x_{1}y_{1}+x_{2}y_{2}+x_{3}y_{3}},
ist eine positiv definite symmetrische Bilinearform. Wir haben die Bilder
{\displaystyle \{\langle \xi ,\eta \rangle \mid \xi ,\eta \in H\}\;=\;{\tfrac {1}{2}}\mathbb {Z} }
und
{\displaystyle \{\langle \xi ,\eta \rangle \mid \xi ,\eta \in L\}\;=\;\mathbb {Z} }
und die Bilder
{\displaystyle \{\langle \xi ,\xi \rangle \mid \xi \in H\}\;=\;\{\langle \xi ,\xi \rangle \mid \xi \in L\}\;=\;\mathbb {N} _{0}}.
- Die Konjugation {\displaystyle \xi \mapsto {\bar {\xi }}} wirft {\displaystyle \xi } nach
{\displaystyle {\bar {\xi }}:=x_{0}-x_{1}\,\mathrm {i} -x_{2}\,\mathrm {j} -x_{3}\,\mathrm {k} }.
- Die Norm, gegeben durch
{\displaystyle \|\xi \|:=\xi \cdot {\bar {\xi }}={\bar {\xi }}\cdot \xi =x_{0}^{2}+x_{1}^{2}+x_{2}^{2}+x_{3}^{2}}
ist  {\displaystyle =\!\langle \xi ,\xi \rangle =\!|\xi |^{2}} (Quadrat des Betrags), multiplikativ, rein reell, nicht-negativ und bei einer Hurwitzquaternion immer eine ganze Zahl. Gemäß dem Vier-Quadrate-Satz von Lagrange benötigt man für jede nicht-negative ganze Zahl höchstens 4 Quadratzahlen, deren Summe sie ist. Somit ist jede nicht-negative Ganzzahl Norm einer Lipschitz- (oder Hurwitz-)Quaternion.
- Die positive Definitheit des Skalarprodukts bedeutet {\displaystyle \|\xi \|>0} für {\displaystyle \xi \neq 0}. Daraus folgt die Existenz des Inversen
{\displaystyle \xi ^{-1}={\frac {\bar {\xi }}{\|\xi \|}}\in S} für {\displaystyle \xi \neq 0},
daraus die Nullteilerfreiheit von {\displaystyle H}.

## Gruppeneigenschaften
Folgende Notationen seien in diesem Artikel durchgehalten.
- Die Menge
{\displaystyle {\mathit {\Lambda }}:=\left\{\xi \in H\mid \|\xi \|\equiv 0\;\operatorname {mod} \,2\right\}}
ist wegen der Multiplikativität der Norm additiv und multiplikativ abgeschlossen und Untermenge von {\displaystyle L}, da alle {\displaystyle \xi } mit {\displaystyle (x_{0},x_{1},x_{2},x_{3})\in (\mathbb {Z} +{\tfrac {1}{2}})^{4}} eine ungerade Norm haben. Ferner ist für {\displaystyle \xi \in H} und {\displaystyle \lambda \in {\mathit {\Lambda }}} sowohl
{\displaystyle \xi \cdot \lambda \,\in \,{\mathit {\Lambda }}} als auch {\displaystyle \lambda \cdot \xi \,\in \,{\mathit {\Lambda }}}.
{\displaystyle {\mathit {\Lambda }}} ist bekannt als das Gitter D4[1] im {\displaystyle \mathbb {R} ^{4}}. Es wird der geraden „Quersummen“ {\displaystyle x_{0}+x_{1}+x_{2}+x_{3}} wegen auch „Schachbrettgitter“ genannt.
- {\displaystyle [\xi ]} sei eine Kurzschreibweise für die Nebenklasse {\displaystyle \xi +{\mathit {\Lambda }}}.
- Die Quaternion
{\displaystyle \varepsilon :={\tfrac {1}{2}}(1+\mathrm {i} +\mathrm {j} +\mathrm {k} )}
hat {\displaystyle 1} zur 6-ten Potenz, und es ist {\displaystyle \varepsilon ^{2}={\tfrac {1}{2}}(-1+\mathrm {i} +\mathrm {j} +\mathrm {k} ),\;\varepsilon ^{3}=-1} und {\displaystyle \varepsilon ^{4}={\tfrac {1}{2}}(-1-\mathrm {i} -\mathrm {j} -\mathrm {k} )}.
- Die Menge
{\displaystyle Q_{4}:=\{0,1,\varepsilon ^{4},\varepsilon ^{2}\}}
ist multiplikativ abgeschlossen.

### Additivität

#### Lipschitz-Gitter
Die additive Gruppe {\displaystyle L} wird erzeugt von {\displaystyle \left\{1,\mathrm {i} ,\mathrm {j} ,\mathrm {k} \right\}} und bildet ein Gitter im {\displaystyle \mathbb {R} ^{4}}, bekannt als das Gitter I4.
{\displaystyle {\mathit {\Lambda }}} ist ein Untergitter vom Index 2 von {\displaystyle L}. Es ergeben sich die Partitionen
{\displaystyle L={\color {OliveGreen}[0]}\cup {\color {Red}[1]}}.
| {\displaystyle \pm }               | {\displaystyle [0]}                                     | {\displaystyle [1]}                                     | {\displaystyle [\varepsilon ^{4}]}                      | {\displaystyle [\varepsilon ^{2}]}                      |
| ---------------------------------- | ------------------------------------------------------- | ------------------------------------------------------- | ------------------------------------------------------- | ------------------------------------------------------- |
| {\displaystyle [0]}                | {\displaystyle {\color {OliveGreen}[0]}}                | {\displaystyle {\color {Red}[1]}}                       | {\displaystyle {\color {OliveGreen}[\varepsilon ^{4}]}} | {\displaystyle {\color {Red}[\varepsilon ^{2}]}}        |
| {\displaystyle [1]}                | {\displaystyle {\color {Red}[1]}}                       | {\displaystyle {\color {OliveGreen}[0]}}                | {\displaystyle {\color {Red}[\varepsilon ^{2}]}}        | {\displaystyle {\color {OliveGreen}[\varepsilon ^{4}]}} |
| {\displaystyle [\varepsilon ^{4}]} | {\displaystyle {\color {OliveGreen}[\varepsilon ^{4}]}} | {\displaystyle {\color {Red}[\varepsilon ^{2}]}}        | {\displaystyle {\color {OliveGreen}[0]}}                | {\displaystyle {\color {Red}[1]}}                       |
| {\displaystyle [\varepsilon ^{2}]} | {\displaystyle {\color {Red}[\varepsilon ^{2}]}}        | {\displaystyle {\color {OliveGreen}[\varepsilon ^{4}]}} | {\displaystyle {\color {Red}[1]}}                       | {\displaystyle {\color {OliveGreen}[0]}}                |

#### Hurwitz-Gitter
Als additive Gruppe ist {\displaystyle H} frei abelsch mit den Erzeugenden {\displaystyle \left\{\varepsilon ,\mathrm {i} ,\mathrm {j} ,\mathrm {k} \right\}}. {\displaystyle H} bildet ebenfalls ein Gitter im {\displaystyle \mathbb {R} ^{4}}, bekannt als das Gitter F4.

{\displaystyle L} ist ein Untergitter vom Index 2 von {\displaystyle H} und es ergeben sich die Partitionen
{\displaystyle H\,=\,L\cup (\varepsilon ^{4}\!+L\!)\,=\,L\cup (\varepsilon ^{2}\!+L\!)\,=\,{\color {OliveGreen}[0]}\cup {\color {Red}[1]}\cup {\color {OliveGreen}[\varepsilon ^{4}]}\cup {\color {Red}[\varepsilon ^{2}]}}
(siehe unten stehendes Diagramm). Damit ist {\displaystyle Q_{4}} ein vollständiges Repräsentantensystem von {\displaystyle H/{\mathit {\Lambda }}}.
Die Elemente {\displaystyle \xi } der Nebenklassen {\displaystyle {\color {OliveGreen}[0]},{\color {OliveGreen}[\varepsilon ^{4}]}} haben gerade, die von {\displaystyle {\color {Red}[1]},{\color {Red}[\varepsilon ^{2}]}} ungerade „Quersumme“ {\displaystyle x_{0}+x_{1}+x_{2}+x_{3}}.
| |                            | {\displaystyle {\color {OliveGreen}[0]}\cup {\color {Red}[1]}\cup {\color {OliveGreen}[\varepsilon ^{4}]}\cup {\color {Red}[\varepsilon ^{2}]}} {\displaystyle =L\cup (\varepsilon ^{4}\!+\!L)} {\displaystyle =H={\mathsf {F}}_{4}} |                            | |
| | {\displaystyle \diagup }   | {\displaystyle \mid } | {\displaystyle \diagdown } | |
| {\displaystyle {\color {OliveGreen}[0]}\cup {\color {OliveGreen}[\varepsilon ^{4}]}} {\displaystyle =\varepsilon ^{4}\!\cdot \!L} |                            | {\displaystyle {\color {OliveGreen}[0]}\cup {\color {Red}[1]}} {\displaystyle =L={\mathsf {I}}_{4}} |                            | {\displaystyle {\color {OliveGreen}[0]}\cup {\color {Red}[\varepsilon ^{2}]}} {\displaystyle =\varepsilon ^{2}\!\cdot \!L} |
| | {\displaystyle \diagdown } | {\displaystyle \mid } | {\displaystyle \diagup }   | |
| |                            | {\displaystyle {\color {OliveGreen}[0]}} {\displaystyle =(\varepsilon ^{4}\!\cdot \!L)\cap L\cap (\varepsilon ^{2}\!\cdot \!L)} {\displaystyle ={\mathit {\Lambda }}={\mathsf {D}}_{4}}                                              |                            | |

### Multiplikativität

#### Lipschitz-Halbgruppe
Es ist klar, dass das Produkt zweier Lipschitz-Zahlen mit ganzzahligen Koeffizienten wieder ganzzahlige Koeffizienten hat. Somit ist die Menge {\displaystyle L} eine Halbgruppe unter der Quaternionen-Multiplikation {\displaystyle \cdot }.

#### Lipschitz-Einheiten
Die Einheitengruppe in {\displaystyle L} ist die nicht-abelsche Quaternionengruppe
{\displaystyle {\mathsf {Q}}_{8}:=\left\{\xi \in L\mid \|\xi \|=1\right\}\;=\;\left\{\pm 1,\pm \mathrm {i} ,\pm \mathrm {j} ,\pm \mathrm {k} \right\}}
von der Ordnung 8 mit dem Zentrum {\displaystyle Z:=\left\{\pm 1\right\}}. Erzeugende von Q8 sind z. B. {\displaystyle \mathrm {i} } und {\displaystyle \mathrm {j} } mit den Gleichungen
{\displaystyle \mathrm {i} ^{4}=1},   {\displaystyle \mathrm {j} ^{2}=\mathrm {i} ^{2}} und {\displaystyle \mathrm {j} \cdot \mathrm {i} =\mathrm {i} ^{3}\cdot \mathrm {j} }.
| {\displaystyle \cdot }             | {\displaystyle {\color {White}.}[0]{\color {White}.}} | {\displaystyle [1]}                                     | {\displaystyle [\varepsilon ^{4}]}                      | {\displaystyle [\varepsilon ^{2}]}                      |
| ---------------------------------- | ----------------------------------------------------- | ------------------------------------------------------- | ------------------------------------------------------- | ------------------------------------------------------- |
| {\displaystyle [0]}                | {\displaystyle {\color {OliveGreen}[0]}}              | {\displaystyle {\color {OliveGreen}[0]}}                | {\displaystyle {\color {OliveGreen}[0]}}                | {\displaystyle {\color {OliveGreen}[0]}}                |
| {\displaystyle [1]}                | {\displaystyle {\color {OliveGreen}[0]}}              | {\displaystyle {\color {Red}[1]}}                       | {\displaystyle {\color {OliveGreen}[\varepsilon ^{4}]}} | {\displaystyle {\color {Red}[\varepsilon ^{2}]}}        |
| {\displaystyle [\varepsilon ^{4}]} | {\displaystyle {\color {OliveGreen}[0]}}              | {\displaystyle {\color {OliveGreen}[\varepsilon ^{4}]}} | {\displaystyle {\color {Red}[\varepsilon ^{2}]}}        | {\displaystyle {\color {Red}[1]}}                       |
| {\displaystyle [\varepsilon ^{2}]} | {\displaystyle {\color {OliveGreen}[0]}}              | {\displaystyle {\color {Red}[\varepsilon ^{2}]}}        | {\displaystyle {\color {Red}[1]}}                       | {\displaystyle {\color {OliveGreen}[\varepsilon ^{4}]}} |

#### Hurwitz-Halbgruppe
Der Beweis der multiplikativen Abgeschlossenheit von {\displaystyle (H,\cdot )} gelingt ohne große Rechnerei durch Zusammensetzen aus den 4 Nebenklassen.
Fazit: Die Mengen {\displaystyle L} und {\displaystyle H} sind abgeschlossen unter der Addition {\displaystyle +} und der Multiplikation {\displaystyle \cdot }, so dass sie (nicht-kommutative) Unterringe in ihrer beider Quotientenkörper {\displaystyle S} bilden, und {\displaystyle {\mathit {\Lambda }}} ist ein Ideal in beiden Ringen (siehe auch den Abschnitt Ideale).

#### Hurwitz-Einheiten
| {\displaystyle \delta } | {\displaystyle \delta \cdot 1}   | {\displaystyle \delta \cdot \mathrm {i} } | {\displaystyle \delta \cdot \mathrm {j} } | {\displaystyle \delta \cdot \mathrm {k} } | {\displaystyle \delta \cdot \varepsilon _{1}} | {\displaystyle \delta \cdot \varepsilon _{2}} | {\displaystyle \delta \cdot \varepsilon _{3}} | {\displaystyle \delta \cdot \varepsilon _{4}} | {\displaystyle \delta \cdot \varepsilon _{5}} | {\displaystyle \delta \cdot \varepsilon _{6}} | {\displaystyle \delta \cdot \varepsilon _{7}} | {\displaystyle \delta \cdot \varepsilon _{8}} |
| {\displaystyle 1} | {\displaystyle 1}                | {\displaystyle \mathrm {i} }              | {\displaystyle \mathrm {j} }              | {\displaystyle \mathrm {k} }              | {\displaystyle \varepsilon _{1}}              | {\displaystyle \varepsilon _{2}}              | {\displaystyle \varepsilon _{3}}              | {\displaystyle \varepsilon _{4}}              | {\displaystyle \varepsilon _{5}}              | {\displaystyle \varepsilon _{6}}              | {\displaystyle \varepsilon _{7}}              | {\displaystyle \varepsilon _{8}}              |
| {\displaystyle \mathrm {i} } | {\displaystyle \mathrm {i} }     | {\displaystyle -1}                        | {\displaystyle \mathrm {k} }              | {\displaystyle \mathrm {-j} }             | {\displaystyle -\varepsilon _{6}}             | {\displaystyle -\varepsilon _{8}}             | {\displaystyle -\varepsilon _{5}}             | {\displaystyle -\varepsilon _{7}}             | {\displaystyle \varepsilon _{3}}              | {\displaystyle \varepsilon _{1}}              | {\displaystyle \varepsilon _{4}}              | {\displaystyle \varepsilon _{2}}              |
| {\displaystyle \mathrm {j} } | {\displaystyle \mathrm {j} }     | {\displaystyle \mathrm {-k} }             | {\displaystyle -1}                        | {\displaystyle \mathrm {i} }              | {\displaystyle -\varepsilon _{7}}             | {\displaystyle -\varepsilon _{3}}             | {\displaystyle \varepsilon _{2}}              | {\displaystyle \varepsilon _{6}}              | {\displaystyle -\varepsilon _{8}}             | {\displaystyle -\varepsilon _{4}}             | {\displaystyle \varepsilon _{1}}              | {\displaystyle \varepsilon _{5}}              |
| {\displaystyle \mathrm {k} } | {\displaystyle \mathrm {k} }     | {\displaystyle \mathrm {j} }              | {\displaystyle \mathrm {-i} }             | {\displaystyle -1}                        | {\displaystyle -\varepsilon _{4}}             | {\displaystyle \varepsilon _{5}}              | {\displaystyle -\varepsilon _{8}}             | {\displaystyle \varepsilon _{1}}              | {\displaystyle -\varepsilon _{2}}             | {\displaystyle \varepsilon _{7}}              | {\displaystyle -\varepsilon _{6}}             | {\displaystyle \varepsilon _{3}}              |
| {\displaystyle \varepsilon _{1}:={\tfrac {1}{2}}+{\tfrac {1}{2}}\mathrm {i} +{\tfrac {1}{2}}\mathrm {j} +{\tfrac {1}{2}}\mathrm {k} } | {\displaystyle \varepsilon _{1}} | {\displaystyle -\varepsilon _{7}}         | {\displaystyle -\varepsilon _{4}}         | {\displaystyle -\varepsilon _{6}}         | {\displaystyle -\varepsilon _{8}}             | {\displaystyle \mathrm {j} }                  | {\displaystyle \mathrm {i} }                  | {\displaystyle \varepsilon _{2}}              | {\displaystyle \mathrm {k} }                  | {\displaystyle \varepsilon _{5}}              | {\displaystyle \varepsilon _{3}}              | {\displaystyle 1}                             |
| {\displaystyle \varepsilon _{2}:={\tfrac {1}{2}}+{\tfrac {1}{2}}\mathrm {i} +{\tfrac {1}{2}}\mathrm {j} -{\tfrac {1}{2}}\mathrm {k} } | {\displaystyle \varepsilon _{2}} | {\displaystyle -\varepsilon _{5}}         | {\displaystyle -\varepsilon _{8}}         | {\displaystyle \varepsilon _{3}}          | {\displaystyle \mathrm {i} }                  | {\displaystyle -\varepsilon _{7}}             | {\displaystyle \varepsilon _{4}}              | {\displaystyle \mathrm {-k} }                 | {\displaystyle \varepsilon _{1}}              | {\displaystyle \mathrm {j} }                  | {\displaystyle 1}                             | {\displaystyle \varepsilon _{6}}              |
| {\displaystyle \varepsilon _{3}:={\tfrac {1}{2}}+{\tfrac {1}{2}}\mathrm {i} -{\tfrac {1}{2}}\mathrm {j} +{\tfrac {1}{2}}\mathrm {k} } | {\displaystyle \varepsilon _{3}} | {\displaystyle -\varepsilon _{8}}         | {\displaystyle \varepsilon _{5}}          | {\displaystyle -\varepsilon _{2}}         | {\displaystyle \mathrm {k} }                  | {\displaystyle \varepsilon _{1}}              | {\displaystyle -\varepsilon _{6}}             | {\displaystyle \mathrm {i} }                  | {\displaystyle \varepsilon _{7}}              | {\displaystyle 1}                             | {\displaystyle \mathrm {-j} }                 | {\displaystyle \varepsilon _{4}}              |
| {\displaystyle \varepsilon _{4}:={\tfrac {1}{2}}+{\tfrac {1}{2}}\mathrm {i} -{\tfrac {1}{2}}\mathrm {j} -{\tfrac {1}{2}}\mathrm {k} } | {\displaystyle \varepsilon _{4}} | {\displaystyle -\varepsilon _{6}}         | {\displaystyle \varepsilon _{1}}          | {\displaystyle \varepsilon _{7}}          | {\displaystyle \varepsilon _{3}}              | {\displaystyle \mathrm {i} }                  | {\displaystyle \mathrm {-j} }                 | {\displaystyle -\varepsilon _{5}}             | {\displaystyle 1}                             | {\displaystyle \varepsilon _{2}}              | {\displaystyle \varepsilon _{8}}              | {\displaystyle \mathrm {-k} }                 |
| {\displaystyle \varepsilon _{5}:={\tfrac {1}{2}}-{\tfrac {1}{2}}\mathrm {i} +{\tfrac {1}{2}}\mathrm {j} +{\tfrac {1}{2}}\mathrm {k} } | {\displaystyle \varepsilon _{5}} | {\displaystyle \varepsilon _{2}}          | {\displaystyle -\varepsilon _{3}}         | {\displaystyle -\varepsilon _{8}}         | {\displaystyle \mathrm {j} }                  | {\displaystyle \varepsilon _{6}}              | {\displaystyle \varepsilon _{1}}              | {\displaystyle 1}                             | {\displaystyle -\varepsilon _{4}}             | {\displaystyle \mathrm {-i} }                 | {\displaystyle \mathrm {k} }                  | {\displaystyle \varepsilon _{7}}              |
| {\displaystyle \varepsilon _{6}:={\tfrac {1}{2}}-{\tfrac {1}{2}}\mathrm {i} +{\tfrac {1}{2}}\mathrm {j} -{\tfrac {1}{2}}\mathrm {k} } | {\displaystyle \varepsilon _{6}} | {\displaystyle \varepsilon _{4}}          | {\displaystyle -\varepsilon _{7}}         | {\displaystyle \varepsilon _{1}}          | {\displaystyle \varepsilon _{2}}              | {\displaystyle \mathrm {-k} }                 | {\displaystyle 1}                             | {\displaystyle \varepsilon _{8}}              | {\displaystyle \mathrm {j} }                  | {\displaystyle -\varepsilon _{3}}             | {\displaystyle \varepsilon _{5}}              | {\displaystyle \mathrm {-i} }                 |
| {\displaystyle \varepsilon _{7}:={\tfrac {1}{2}}-{\tfrac {1}{2}}\mathrm {i} -{\tfrac {1}{2}}\mathrm {j} +{\tfrac {1}{2}}\mathrm {k} } | {\displaystyle \varepsilon _{7}} | {\displaystyle \varepsilon _{1}}          | {\displaystyle \varepsilon _{6}}          | {\displaystyle -\varepsilon _{4}}         | {\displaystyle \varepsilon _{5}}              | {\displaystyle 1}                             | {\displaystyle \mathrm {k} }                  | {\displaystyle \varepsilon _{3}}              | {\displaystyle \mathrm {-i} }                 | {\displaystyle \varepsilon _{8}}              | {\displaystyle -\varepsilon _{2}}             | {\displaystyle \mathrm {-j} }                 |
| {\displaystyle \varepsilon _{8}:={\tfrac {1}{2}}-{\tfrac {1}{2}}\mathrm {i} -{\tfrac {1}{2}}\mathrm {j} -{\tfrac {1}{2}}\mathrm {k} } | {\displaystyle \varepsilon _{8}} | {\displaystyle \varepsilon _{3}}          | {\displaystyle \varepsilon _{2}}          | {\displaystyle \varepsilon _{5}}          | {\displaystyle 1}                             | {\displaystyle \varepsilon _{4}}              | {\displaystyle \varepsilon _{7}}              | {\displaystyle \mathrm {-j} }                 | {\displaystyle \varepsilon _{6}}              | {\displaystyle \mathrm {-k} }                 | {\displaystyle \mathrm {-i} }                 | {\displaystyle -\varepsilon _{1}}             |

Die Einheitengruppe in {\displaystyle H}, auch Gruppe der Hurwitzeinheiten genannt, ist die nicht-abelsche Gruppe
{\displaystyle Q_{24}:=\left\{\xi \in H\mid \|\xi \|=1\right\}}
der Ordnung 24, die aus den 8 Elementen der Gruppe Q8 und den 16 Quaternionen {\displaystyle {\tfrac {1}{2}}(\pm 1\pm \mathrm {i} \pm \mathrm {j} \pm \mathrm {k} )} besteht, bei denen die Vorzeichen in jeder Kombination zu nehmen sind: den Hurwitzeinheiten im engeren Sinn. {\displaystyle Q_{24}} ist isomorph zur binären Tetraedergruppe 2T, einer zentralen Gruppenerweiterung der Tetraedergruppe T = A4 von der Ordnung 12 mit einer zyklischen Gruppe der Ordnung 2. Ihr Zentrum ist ebenfalls {\displaystyle Z=\left\{\pm 1\right\}} und die Faktorgruppe {\displaystyle Q_{24}/Z} ist isomorph zu A4.
Q8 ist Normalteiler vom Index 3 von {\displaystyle Q_{24}}, und {\displaystyle Q_{3}:=\{1,\varepsilon ^{2},\varepsilon ^{4}\}} ist Untergruppe von {\displaystyle Q_{24}} mit {\displaystyle Q_{3}\cong Q_{24}/{\mathsf {Q}}_{8}} und {\displaystyle Q_{3}\cap {\mathsf {Q}}_{8}=\{1\}}; also ist {\displaystyle Q_{24}} das semidirekte Produkt {\displaystyle {\mathsf {Q}}_{8}\rtimes Q_{3}}.
Erzeugende von {\displaystyle Q_{24}} sind z. B.
{\displaystyle \varepsilon ={\tfrac {1}{2}}(1+\mathrm {i} +\mathrm {j} +\mathrm {k} )} und {\displaystyle \zeta :={\tfrac {1}{2}}(1+\mathrm {i} +\mathrm {j} -\mathrm {k} )}
mit den Gleichungen
{\displaystyle \varepsilon ^{3}=\zeta ^{3}=(\varepsilon \cdot \zeta )^{2}} ,
wobei {\displaystyle \varepsilon \cdot \zeta =\mathrm {j} } .

## Geometrische Eigenschaften

### Reguläres 16-Zell (Hexadekachor)

3D-Projektion des regulären 16-Zells

Die Elemente der Gruppe Q8 haben alle die Norm 1 und bilden die Ecken des Kreuzpolytops der vierten Dimension, des regulären sogenannten 16-Zells, auch Hexadekachōr(on) (das, englisch hexadecachoron, von griechisch ἑξαδεκάχωρον aus hexa ‚sechs‘ und deka ‚zehn‘ und chōros ‚Raum‘) genannt. Er ist eingeschrieben in die Einheits-3-Sphäre, die selbst wieder eine Gruppe ist, nämlich die Lie-Gruppe SU(2).
Sein Rand besteht aus 16 Tetraedern mit den Eckenmengen {\displaystyle \{\pm 1,\pm \mathrm {i} ,\pm \mathrm {j} ,\pm \mathrm {k} \}}, wobei jede der 16 Vorzeichenkombinationen für ein Tetraeder steht. Die Mittelpunkte dieser Tetraeder sind gerade die Hälften der Hurwitzeinheiten im engeren Sinn.
Das 16-Zell ist zum 8-Zell dual, gehört zu den 6 regulären konvexen 4-Polytopen (Polychora im {\displaystyle \mathbb {R} ^{4}}), hat Schläfli-Symbol {3,3,4} und ist berandet von 16 (regulären) Tetraeder-Zellen, 32 (regulären) Dreiecksflächen, 24 Kanten und 8 Ecken. Sein 4-Volumen ist {\displaystyle {\tfrac {2}{3}}} bei einer Kantenlänge von {\displaystyle {\sqrt {2}}} und einem Umkreisradius von 1.

### Reguläres 8-Zell (Tesserakt)

3D-Projektion des regulären 8-Zells

Die restlichen 16 Elemente {\displaystyle \in Q_{24}\!\setminus \!{\mathsf {Q}}_{8}}, d. s. die Hurwitzeinheiten im engeren Sinn, haben ebenfalls die Norm 1 und bilden die Ecken des Hyperwürfels (Maßpolytops) der vierten Dimension, des regulären 8-Zells, auch Tesserakt genannt. Es ist berandet durch 8 Würfel, einer davon hat bspw. die 8 Ecken {\displaystyle {\tfrac {1}{2}}(1\pm \mathrm {i} \pm \mathrm {j} \pm \mathrm {k} )} und {\displaystyle {\tfrac {1}{2}}} als Mittelpunkt. Die Mittelpunkte der Würfel sind {\displaystyle \in {\tfrac {1}{2}}{\mathsf {Q}}_{8}}.
Das 8-Zell ist zum 16-Zell dual, gehört zu den 6 regulären konvexen 4-Polytopen, hat Schläfli-Symbol {4,3,3} und ist berandet von 8 Zellen (den Würfeln), 24 Quadraten, 32 Kanten und 16 Ecken. Sein 4-Volumen ist 1 bei einer Kantenlänge und einem Umkreisradius von 1.

### Reguläres 24-Zell (Ikositetrachor)

3D-Projektion des regulären 24-Zells

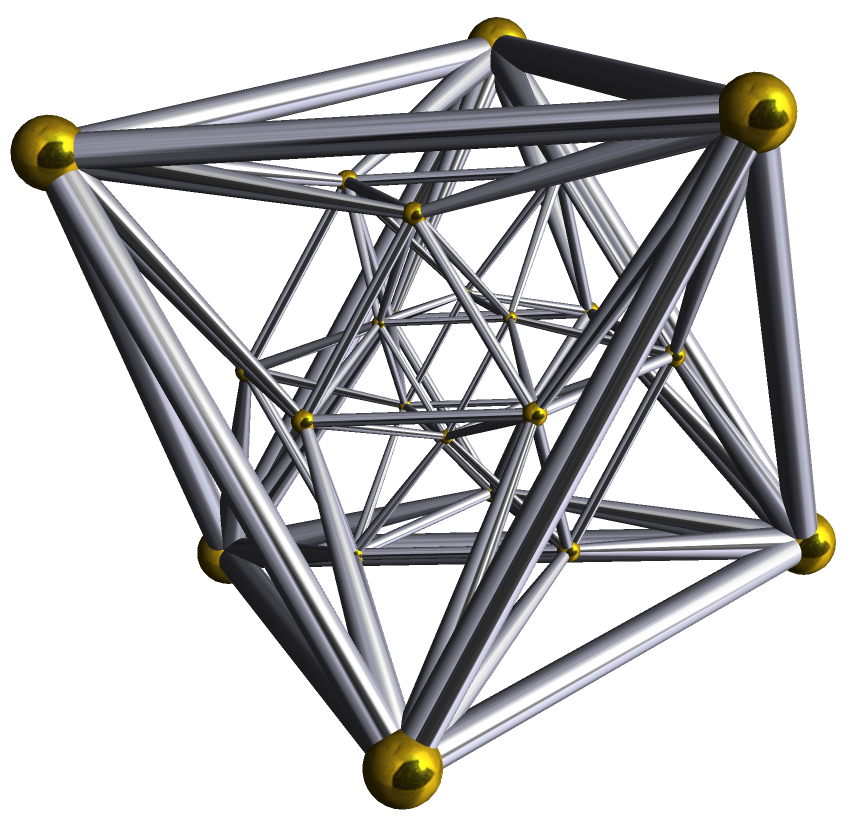
Schlegeldiagramm des regulären 24-Zells (Ecken und Kanten)

Die Elemente der Gruppe {\displaystyle Q_{24}} haben alle die Norm 1 und bilden die Ecken des 24-Zells, auch Ikositetrachōr(on) (das, englisch icositetrachoron, von griechisch εἰκοσιτετράχωρον aus eikosi ‚zwanzig‘ und tetra, Präfixform von τέτταρα, ‚vier‘ und chōros ‚Raum‘), eingeschrieben in die Einheits-3-Sphäre.

Die 6 Quaternionen {\displaystyle 1,\mathrm {i} ,{\tfrac {1}{2}}(1+\mathrm {i} \pm \mathrm {j} \pm \mathrm {k} )} markieren die Ecken eines regulären Oktaeders mit dem Mittelpunkt {\displaystyle {\tfrac {1}{2}}(1+\mathrm {i} )} auf dem Rand dieses 24-Zells, welches bei (linker wie rechter) Multiplikation mit einem Element {\displaystyle \in Q_{24}\!\setminus \!\{1\}} in ein anderes Oktaeder (auf dem Rand) übergeht. Somit besteht der Rand des 24-Zells aus 24 (regulären) Oktaeder-Zellen, von denen sich 6 an jeder Ecke und 3 an jeder Kante treffen. Das 24-Zell gehört zu den 6 regulären konvexen 4-Polytopen, hat 24 Zellen (die Oktaeder), 96 Dreiecksflächen, 96 Kanten und 24 Ecken. Das 4-Volumen ist 2 bei einer Kantenlänge und einem Umkreisradius von 1.
Das 24-Zell hat Schläfli-Symbol {3,4,3}, ist das einzige selbst-duale reguläre euklidische Polytop, das nicht Simplex oder Polygon ist, und hat insoweit keine Entsprechung in anderen Dimensionen.

## Parkettierung und Sphärenpackung
Zu jedem der 3 oben genannten regulären 4-Polytope gibt es eine reguläre und lückenlose Parkettierung – und diese sind die einzigen – des 4-dimensionalen euklidischen Raums.

### Parkettierung mit dem 8-Zell
Eine Parkettierung des {\displaystyle \mathbb {R} ^{4}} mit dem Tesserakt lässt sich so einrichten, dass die Mittelpunkte der Tesserakte, der Maschen, genau auf die Lipschitzquaternionen {\displaystyle \in L} fallen. Das gelingt mit dem oben erwähnten Tesserakt, genauer: dem 4-dimensionalen und für die Disjunktheit der Maschen rechtsoffenen Intervall {\displaystyle {[{-{\tfrac {1}{2}},{\tfrac {1}{2}}}[}^{4}} als der Grundmasche.
Diese Parkettierung mit dem 8-Zell sei als die Lipschitz-Parkettierung bezeichnet. Sie hat Schläfli-Symbol {4,3,3,4} und ist zu sich selbst dual, d. h., die Mittelpunkte der einen Parkettierung sind die Ecken der dualen und umgekehrt. Das 4-Volumen der Maschen ist 1 bei einer Kantenlänge und einem Umkreisradius von 1.

### Parkettierung mit dem 24-Zell
Eine Parkettierung des {\displaystyle \mathbb {R} ^{4}} mit dem 24-Zell lässt sich so einrichten, dass die Mittelpunkte der 24-Zelle genau auf die Hurwitzquaternionen {\displaystyle \in H} fallen. Die Grundmasche ist das 24-Zell mit dem Mittelpunkt {\displaystyle 0} und den 24 Ecken der Art {\displaystyle {\tfrac {1}{2}}(\pm 1\pm \mathrm {i} ),\dots \,}.
Diese Parkettierung mit dem 24-Zell sei als die Hurwitz-Parkettierung bezeichnet. Ihr Schläfli-Symbol ist {3,4,3,3}.
Das 4-Volumen der Maschen ist {\displaystyle {\tfrac {1}{2}}} bei einer Kantenlänge und einem Umkreisradius von {\displaystyle {\tfrac {1}{\sqrt {2}}}}.

### Parkettierung mit dem 16-Zell
Es gibt eine Parkettierung mit dem 16-Zell, die dual ist zur Parkettierung mit dem 24-Zell, Schläfli-Symbol also {3,3,4,3}. Das 4-Volumen ihrer Maschen ist {\displaystyle {\tfrac {1}{6}}} bei einer Kantenlänge von 1 und einem Umkreisradius von {\displaystyle {\tfrac {1}{\sqrt {2}}}}.

### Sphärenpackung
Im Zusammenhang mit diesen letzteren 2 Parkettierungen steht eine maximale (bewiesen für Gitter-Packungen, nicht aber für Nicht-Gitter-Packungen) Packungsdichte von 4-Kugeln (3-Sphären) von {\displaystyle {\tfrac {\pi ^{2}}{16}}\approx 0{,}6168503} auf dem Hurwitz-Gitter F4 im {\displaystyle \mathbb {R} ^{4}}. Diese Sphärenpackung kommt auf eine Kusszahl von 24 (als obere Grenze – auch unter Nicht-Gitter-Packungen – bewiesen).

### Maschenradius
Für die Division mit Rest weiter unten benötigen wir die Gitterweite {\displaystyle |G|_{\operatorname {m} }} eines Gitters {\displaystyle G} und definieren sie als die größte vorkommende Entfernung
{\displaystyle |G|_{\operatorname {m} }:=\operatorname {max} \,\left\{|\gamma _{G}(\xi )-\xi |\;\mid \xi \in \mathbb {H} \right\}}
eines Punktes {\displaystyle \xi \in \mathbb {H} } zu einem Gitterpunkt {\displaystyle \gamma _{G}(\xi )\in G}, der ihm am nächsten liegt, d. h.
{\displaystyle |\gamma _{G}(\xi )-\xi |=\operatorname {min} \,\{|\gamma -\xi |\;\mid \gamma \in G\}}.
Das Gitter {\displaystyle L} hat den Maschenradius {\displaystyle |L|_{\operatorname {m} }=1}.
Pseudocode für die Approximation einer Quaternion {\displaystyle \xi } durch eine Lipschitz-Ganzzahl {\displaystyle \gamma _{L}(\xi )}:
| {\displaystyle \operatorname {RundungZuLipschitz} (\xi )\;\{}   | beliebige Quaternion {\displaystyle \xi \in \mathbb {H} }                                                                |
| {\displaystyle \mathrm {for} \;i=0\;\mathrm {to} \;3\;\{}       | alle 4 Komponenten {\displaystyle x_{0}+x_{1}\,\mathrm {i} +x_{2}\,\mathrm {j} +x_{3}\,\mathrm {k} :=\xi }               |
| {\displaystyle g_{i}=\lfloor x_{i}+{\tfrac {1}{2}}\rfloor \;\}} | Rundung zur nächsten Ganzzahl {\displaystyle g_{i}\in \mathbb {Z} } per {\displaystyle +{\tfrac {1}{2}}} und Gaußklammer |
| {\displaystyle \mathrm {return} \;\gamma \;\}}                  | {\displaystyle \gamma :=g_{0}+g_{1}\,\mathrm {i} +g_{2}\,\mathrm {j} +g_{3}\,\mathrm {k} \in L}                          |

Damit ist {\displaystyle \xi } in der Masche mit Mittelpunkt {\displaystyle \gamma }, genauer: {\displaystyle \xi \in {[{\gamma -\varepsilon ,\gamma +\varepsilon }[}} (rechtsoffenes 4-dimensionales Intervall).
Das Gitter {\displaystyle H} hat den Maschenradius {\displaystyle |H|_{\operatorname {m} }={\tfrac {1}{\sqrt {2}}}}.
Pseudocode für die Approximation einer Quaternion {\displaystyle \xi } durch eine Hurwitz-Ganzzahl {\displaystyle \gamma _{H}(\xi )}:
| {\displaystyle \operatorname {RundungZuHurwitz} (\xi )\{\;\;\;\;\;\;\;\;\;\;\;\;}                  | beliebige Quaternion {\displaystyle \xi \in \mathbb {H} } |
| {\displaystyle \gamma =\operatorname {RundungZuLipschitz} (\xi )}                                  | Lipschitz-Ganzzahl {\displaystyle \gamma } |
| {\displaystyle \alpha =\gamma -\xi \qquad }                                                        | Abweichung der Lipschitz-Näherung |
| {\displaystyle \mathrm {if} \;\\|\alpha \\|\leq {\tfrac {1}{2}}\;\mathrm {then\;return} \;\gamma } | fertig |
| {\displaystyle \mathrm {for} \;i=0\;\mathrm {to} \;3\;\{}                                          | alle 4 Komponenten {\displaystyle a_{0}+a_{1}\,\mathrm {i} +a_{2}\,\mathrm {j} +a_{3}\,\mathrm {k} :=\alpha } |
| {\displaystyle e_{i}={\tfrac {1}{2}}sign(a_{i})\;\}}                                               | {\displaystyle sign(a_{i})=\pm 1} ist das Vorzeichen von {\displaystyle a_{i}}, wobei im Fall {\displaystyle a_{i}=0} beides {\displaystyle e_{i}={\tfrac {1}{2}}} wie auch {\displaystyle e_{i}=-{\tfrac {1}{2}}} zulässig ist |
| {\displaystyle \gamma =\gamma -\varepsilon }                                                       | {\displaystyle \varepsilon :=e_{0}+e_{1}\mathrm {i} +e_{2}\mathrm {j} +e_{3}\mathrm {k} } ist eine halbzahlige Einheit |
| {\displaystyle \mathrm {return} \;\gamma \;\}}                                                     | {\displaystyle \gamma \in H} |

Die normmäßige Abweichung des Ergebnisses ist {\displaystyle \|\gamma -\xi \|=|\gamma -\xi |^{2}\leq |H|_{\operatorname {m} }^{2}={\tfrac {1}{2}}}.

## Euklidizität
Der folgende Pseudocode ermittelt zu einer linken Division mit „kleinem“ Rest den Rest:
| {\displaystyle \operatorname {DivisionsRest} _{l}(\alpha ,\beta )\;\{}           | Dividend {\displaystyle \alpha \in H}, Divisor {\displaystyle \beta \in H\!\setminus \!\{0\}} |
| {\displaystyle \mu =\beta ^{-1}\cdot \alpha }                                    | Division links ergibt einen rechten Quotienten: {\displaystyle \mu }                          |
| {\displaystyle \nu =\alpha -\beta \cdot \operatorname {RundungZuHurwitz} (\mu )} | Rest der linken Division                                                                      |
| {\displaystyle \mathrm {return} \;\nu \;\}}                                      | betragsmäßig minimal                                                                          |

Das Suffix {\displaystyle {}_{l}} kennzeichnet das Ergebnis als einer linken Division entstammend. Damit ist es in einer nachfolgenden komplementären Multiplikation zur Verwendung als linker Faktor (Teiler) geeignet.

Diese Division mit Rest macht den Ring {\displaystyle H} der Hurwitzquaternionen zu einem rechts-euklidischen Ring, d. h., zu 2 Zahlen {\displaystyle \alpha } und {\displaystyle \beta \in H\!\setminus \!\{0\}} gibt es {\displaystyle \mu _{r}} und {\displaystyle \nu _{r}\in H} mit
{\displaystyle \alpha =\beta \cdot \mu _{r}+\nu _{r}} und {\displaystyle \|\nu _{r}\|<\|\beta \|}.
Wie in kommutativen euklidischen Ringen ist jedes Ideal in {\displaystyle H} ein Hauptideal – nur muss zusätzlich die Seitigkeit (hier zunächst: rechts) des Ideals angegeben werden.

Der folgende Pseudocode zeigt einen euklidischen Algorithmus zum Auffinden eines linken größten gemeinsamen Teilers (ggT) zweier Hurwitzquaternionen in {\displaystyle H}.
| {\displaystyle \operatorname {ggT} _{l}(\alpha ,\beta )\;\{}               | Hurwitzquaternionen {\displaystyle \alpha ,\beta }                           |
| {\displaystyle \mathrm {while} \;\beta \neq 0\;\{}                         |                                                                              |
| {\displaystyle \delta =\beta }                                             |                                                                              |
| {\displaystyle \beta =\operatorname {DivisionsRest} _{l}(\alpha ,\delta )} | der Rest aus der (linken) Division {\displaystyle \delta ^{-1}\cdot \alpha } |
| {\displaystyle \alpha =\delta \,\}}                                        |                                                                              |
| {\displaystyle \mathrm {return} \;\alpha \;\}}                             |                                                                              |

Das Ergebnis ist ein linker Teiler {\displaystyle \delta \in H} von {\displaystyle \alpha } und {\displaystyle \beta }, d. h., es gibt {\displaystyle \mu ,\nu \in H} mit {\displaystyle \alpha =\delta \cdot \mu } und {\displaystyle \beta =\delta \cdot \nu }. Er ist bis auf rechtsseitige Multiplikation mit einer Hurwitz-Einheit {\displaystyle \xi \in Q_{24}} eindeutig bestimmt, bspw. {\displaystyle \delta ':=\delta \cdot \xi } und {\displaystyle \mu ':=\xi ^{-1}\cdot \mu }. Man kann also stets eine Lipschitzquaternion als Ergebnis des Algorithmus auswählen. Außerdem ist {\displaystyle \delta } auch größter Teiler, d. h., es gibt kein betragsmäßig größeres {\displaystyle \delta '\in H} mit {\displaystyle \|\delta '\|>\|\delta \|}, das linker Teiler von {\displaystyle \alpha } und {\displaystyle \beta } ist. Das bedeutet auch, dass der linke ggT der beiden obigen rechtsseitigen Faktoren von {\displaystyle \delta } eine Einheit ist: {\displaystyle \operatorname {ggT} _{l}(\mu ,\nu )=1}.
Generell kann man die beiden Faktoren bei jeder Quaternionenmultiplikation {\displaystyle \cdot } und gleichzeitig überall die Begriffe „rechts“ und „links“ vertauschen, was zu den Funktionen {\displaystyle \operatorname {DivisionsRest} _{r}(\alpha ,\beta )} und {\displaystyle \operatorname {ggT} _{r}(\alpha ,\beta )} führt.

Der Ring {\displaystyle H} ist also auch links-euklidisch, d. h., zu 2 Zahlen {\displaystyle \alpha } und {\displaystyle \beta \in H\!\setminus \!\{0\}} gibt es {\displaystyle \mu _{l}} und {\displaystyle \nu _{l}\in H} mit
{\displaystyle \alpha =\mu _{l}\cdot \beta +\nu _{l}} und {\displaystyle \|\nu _{l}\|<\|\beta \|}.
Und jedes Linksideal in {\displaystyle H} ist ein Links-Hauptideal.
Fazit
{\displaystyle H} ist zweiseitig euklidisch – oder euklidisch schlechthin.
Einige einfache Rechenregeln für den ggT für beliebige {\displaystyle \alpha ,\beta \in H}, wobei das Suffix {\displaystyle {}_{x}\in \{{}_{l},{}_{r}\}} für eine der Seitigkeiten des ggT steht:
1. {\displaystyle \operatorname {ggT} _{x}(\alpha ,0)=\alpha } und {\displaystyle \operatorname {ggT} _{x}(\alpha ,1)=1}
2. {\displaystyle \operatorname {ggT} _{x}(\alpha ,\beta )=\operatorname {ggT} _{x}(\beta ,\alpha )}
3. {\displaystyle \operatorname {ggT} _{l}(\xi \cdot \alpha ,\xi \cdot \beta )=\xi \cdot \operatorname {ggT} _{l}(\alpha ,\beta )} und analog {\displaystyle \operatorname {ggT} _{r}(\alpha \cdot \xi ,\beta \cdot \xi )=\operatorname {ggT} _{r}(\alpha ,\beta )\cdot \xi }
4. {\displaystyle \operatorname {ggT} _{r}({\bar {\alpha }},{\bar {\beta }})={\overline {\operatorname {ggT} _{l}(\alpha ,\beta )}}}

Und es gilt auch das beidseitige Lemma von Bézout, d. h., es gibt
{\displaystyle \xi _{r},\eta _{r}\in H} mit {\displaystyle \operatorname {ggT} _{l}(\alpha ,\beta )=\alpha \cdot \xi _{r}+\beta \cdot \eta _{r}}     (linkes Lemma von Bézout)
{\displaystyle \xi _{l},\eta _{l}\in H} mit {\displaystyle \operatorname {ggT} _{r}(\alpha ,\beta )=\xi _{l}\cdot \alpha +\eta _{l}\cdot \beta }     (rechtes Lemma von Bézout)
wobei die {\displaystyle \xi _{x},\eta _{x}} als Nebenprodukte des resp. euklidischen Algorithmus anfallen (und auch aus der Funktion {\displaystyle \operatorname {ggT} _{x}(\alpha ,\beta )} herausgeführt werden können, s. den Artikel Erweiterter euklidischer Algorithmus).

## Automorphismen
Als Automorphismus einer algebraischen Struktur {\displaystyle X} gilt eine bijektive Abbildung {\displaystyle f\colon X\to X}, bei der alle algebraischen Verknüpfungen homomorph behandelt werden, d. h. bspw.
{\displaystyle f(\xi \cdot \eta )=f(\xi )\cdot f(\eta )}.
Der Primkörper {\displaystyle \mathbb {Q} } des Schiefkörpers {\displaystyle S} muss immer fest bleiben. Dagegen können die 3 imaginären Einheiten {\displaystyle \mathrm {i} ,\mathrm {j} ,\mathrm {k} } (die die Quaternionengruppe Q8 erzeugen) in eine jeweils andere überführt werden. Die Automorphismen von Q8 lassen sich alle zu Automorphismen von {\displaystyle S} (eindeutig) fortsetzen. Die Untergruppen {\displaystyle H} und {\displaystyle Q_{24}} von {\displaystyle S} erben diese Automorphismen durch Einschränkung. Somit sind die Automorphismengruppen {\displaystyle \operatorname {Aut} (S)}, {\displaystyle \operatorname {Aut} (H)} und {\displaystyle \operatorname {Aut} (Q_{24})} isomorph zu {\displaystyle \operatorname {Aut} ({\mathsf {Q}}_{8})} und zur Drehgruppe des Oktaeders, die wiederum zur symmetrischen Gruppe S4 isomorph ist.

Die Automorphismen lassen sich durch (für {\displaystyle S}) „innere“ Automorphismen realisieren:
Von den 24 Quaternionen
{\displaystyle \lambda \in (1\!+\!\mathrm {i} )\cdot Q_{24}}
werden auf {\displaystyle S} Automorphismen vermittelt vermöge {\displaystyle \xi \mapsto \lambda ^{-1}\cdot \xi \cdot \lambda }. Die ändern sich nicht, wenn wir die {\displaystyle \lambda } auf die Einheits-3-Sphäre projizieren. Die Ergebnisse {\displaystyle {\tfrac {1}{\sqrt {2}}}\lambda } erzeugen die Gruppe {\displaystyle Q_{48}}, welche {\displaystyle =Q_{24}\cup {\tfrac {1}{\sqrt {2}}}(1\!+\!\mathrm {i} )\cdot Q_{24}} und isomorph zur binären Oktaedergruppe 2O ist, 48 Elemente und Zentrum {\displaystyle Z=\left\{\pm 1\right\}} hat.
Die Faktorgruppe {\displaystyle Q_{48}/Z} hat 24 Elemente und ist damit isomorph zu den hier besprochenen Automorphismengruppen (und zur symmetrischen Gruppe S4).
Die Konjugation als Spiegelung an der reellen Achse ist involutiv und (wie schon bei Q8) antihomomorph in der Multiplikation, d. h.
{\displaystyle {\overline {\xi \cdot \eta }}={\bar {\eta }}\cdot {\bar {\xi }}},
und wird deshalb als involutiver Antiautomorphismus bezeichnet.

## Assoziierte Elemente
Der Begriff der zueinander assoziierten Elemente kann für nicht-kommutative Ringe etwas weiter gefasst werden: 2 Elemente {\displaystyle \xi } und {\displaystyle \eta } sind zueinander erweitert assoziiert, wenn es 2 Einheiten {\displaystyle \alpha ,\beta \in Q_{24}} gibt mit {\displaystyle \eta =\alpha \cdot \xi \cdot \beta }. Zu einer Hurwitzquaternion gibt es höchstens 242/2 = 288 erweitert Assoziierte, da auf einer der beiden Seiten die ganze Gruppe {\displaystyle Q_{24}} auf der anderen nur die Faktorgruppe Modulo dem Zentrum durchlaufen werden muss. Die Assoziiertheit ist wie im kommutativen Fall eine Äquivalenzrelation.
Ist {\displaystyle \xi \in H\!\setminus \!L}, so ist entweder {\displaystyle \varepsilon \cdot \xi \in L} oder {\displaystyle {\bar {\varepsilon }}\cdot \xi \in L} (siehe Hurwitz-Gitter), d. h., zu jeder Hurwitzquaternion gibt es links (und genauso rechts) assoziierte Lipschitzquaternionen.
Die Konjugierte ist normalerweise nicht assoziiert.

## Ideale
Die Hurwitzquaternionen bilden eine Ordnung (im Sinn der Ringtheorie) in ihrem Quotientenkörper, dem Divisionsring (Schiefkörper) {\displaystyle S} der Quaternionen mit rationalen Koeffizienten. Sie sind dort sogar eine Maximalordnung oder auch Ganzheitsring. Die Lipschitzquaternionen – als auf den ersten Blick näher liegende Kandidaten für das Konzept ganzer Quaternionen – stellen auch eine Ordnung dar, sind aber nicht maximal und haben keine Division mit kleinem Rest. Deshalb sind sie weniger geeignet für die Entwicklung einer Idealtheorie, die mit der algebraischen Zahlentheorie vergleichbar wäre. Adolf Hurwitz hat dies erkannt – ein großer Schritt in der Theorie der Maximalordnungen. Ein anderer war die Feststellung, dass sie – bei einem nicht-kommutativen Ring wie {\displaystyle H} – nicht eindeutig sind (alle rein imaginären Einheitsquaternionen haben {\displaystyle -1} zum Quadrat), so dass man sich auf eine festlegen muss, wenn man das Konzept der algebraischen ganzen Zahl auf den Schiefkörper {\displaystyle S} übertragen möchte.

Für {\displaystyle \lambda \in H} mit {\displaystyle \|\lambda \|=2}, also {\displaystyle \lambda \in (1\!+\!\mathrm {i} )\cdot Q_{24}}, ist der Automorphismus {\displaystyle \xi \mapsto \lambda ^{-1}\cdot \xi \cdot \lambda } von {\displaystyle S} auch ein (äußerer) Automorphismus von {\displaystyle H}. Das Linksideal {\displaystyle {\mathit {\Lambda }}=H\cdot \lambda } ist gleich
{\displaystyle (\lambda \cdot \lambda ^{-1})\cdot H\cdot \lambda =\lambda \cdot (\lambda ^{-1}\cdot H\cdot \lambda )=\lambda \cdot H},
somit auch Rechtsideal, also zweiseitig und gleich für alle diese 24 Erzeugenden {\displaystyle \lambda \;}. Ferner ist es ein maximales Ideal mit Faktorring {\displaystyle H/{\mathit {\Lambda }}} isomorph zu {\displaystyle \mathbb {F} _{2^{2}}=GF(2^{2})}, dem endlichen Körper der Charakteristik 2, dessen multiplikative Gruppe isomorph ist zu {\displaystyle Q_{24}/{\mathsf {Q}}_{8}\;} und der die 3-ten primitiven Einheitswurzeln enthält (siehe Additions- und Multiplikationstafel). {\displaystyle {\mathit {\Lambda }}} ist genauso maximal in {\displaystyle L} mit Faktorring {\displaystyle L/{\mathit {\Lambda }}\cong \mathbb {F} _{2}=GF(2)}.

## Prime Elemente, Faktorisierung
Eine Hurwitzquaternion ist prim in {\displaystyle H} genau dann, wenn ihre Norm prim in {\displaystyle \mathbb {Z} } ist.
Folgende Besonderheiten der natürlichzahligen (rein reellen) Hurwitzquaternionen {\displaystyle n} sind im Kontext der Primelementzerlegung von Belang:
1. {\displaystyle n} ist mit jeder anderen Hurwitzquaternion {\displaystyle \xi } vertauschbar, d. h., {\displaystyle n\cdot \xi =\xi \cdot n}.
2. Ein {\displaystyle n>1} ist niemals prim in {\displaystyle H}.
3. Ist {\displaystyle n>2} prim in {\displaystyle \mathbb {Z} }, dann gibt es nach dem Satz von Jacobi {\displaystyle 8\,(n+1)} prime Hurwitzquaternionen mit ganzzahligen Koeffizienten {\displaystyle (\xi \in L)} und {\displaystyle 16\,(n+1)} Hurwitzquaternionen mit halbzahligen Koeffizienten {\displaystyle (\xi \in L+\varepsilon )}, deren Norm {\displaystyle n} ist (und die deshalb nur ausnahmsweise zueinander assoziiert oder konjugiert sein können).[Anm 19]

Jede Hurwitzquaternion lässt sich in Primteiler zerlegen, wobei die Reihenfolge der Primteiler in folgendem Sinn vorgegeben werden kann:
Sei {\displaystyle \xi \in H} eine Hurwitzquaternion und
{\displaystyle \|\xi \|=p_{1}\;p_{2}\;\dots \;p_{n}}
eine Zerlegung ihrer Norm in Primfaktoren {\displaystyle \in \mathbb {N} }. Dann gibt es zu jeder Reihenfolge dieser Primfaktoren eine Zerlegung von
{\displaystyle \xi =\pi _{1}\cdot \pi _{2}\cdot \ldots \cdot \pi _{n}}
in Primelemente in {\displaystyle H} mit
{\displaystyle \|\pi _{i}\|=p_{i}} für {\displaystyle i=1,2,\dots ,n}.
Bei vorgegebener Primzahlsequenz ist die Faktorisierung bis auf Einheiten zwischen den Primelementen bzw. links und rechts davon und den vielen Aufspaltungsmöglichkeiten eines natürlichen Teilers (dazu muss in der Primzahlsequenz eine Primzahl mindestens 2 Mal vorkommen) eindeutig. Für die Faktorisierung in {\displaystyle \mathbb {Z} } stehen mehrere Algorithmen zur Verfügung. Ein der Primzahl {\displaystyle p_{1}} in {\displaystyle \mathbb {Z} } korrespondierendes Primelement {\displaystyle \pi _{1}} in {\displaystyle H} kann man bspw. mit der oben beschriebenen Funktion {\displaystyle \operatorname {ggT} _{L}(\xi ,p_{1})} dingfest machen und dann eben links von {\displaystyle \xi } abspalten. Ist das Ergebnis von {\displaystyle \operatorname {ggT} _{L}(\xi ,p_{1})=p_{1}}, dann kommt die Primzahl {\displaystyle p_{1}} in der Primzahlsequenz mindestens 2 Mal vor, und man kann unter ihren vielen Jacobi-Aufspaltungen ein beliebiges Primelement auswählen.

## Metrik, Vervollständigung und Potenzreihenentwicklung

### Archimedische Bewertung und Metrik
Die „natürliche“ Bewertung des Schiefkörpers {\displaystyle S} ist die Betragsbewertung
{\displaystyle |\xi |={\sqrt {\|\xi \|}}}.
Da jede Größe durch Vervielfachung einer Einheitsgröße betragsmäßig überholt werden kann, wird diese Bewertung archimedisch genannt.
Dieser Betrag induziert die Metrik
{\displaystyle \operatorname {d} _{\infty }(\xi ,\eta ):=|\xi -\eta |},
die genau dem euklidischen Abstand im {\displaystyle \mathbb {R} ^{4}} entspricht.
Sie erfüllt bekanntlich die Axiome für Metriken:
| (1) Definitheit         | {\displaystyle \operatorname {d} _{\infty }\left(\xi ,\eta \right)=0\iff \xi =\eta },                                                                                 |
| (2) Symmetrie           | {\displaystyle \operatorname {d} _{\infty }\left(\xi ,\eta \right)=\operatorname {d} _{\infty }(\eta ,\xi )},                                                         |
| (3) Dreiecksungleichung | {\displaystyle \operatorname {d} _{\infty }\left(\xi ,\eta \right)\leq \operatorname {d} _{\infty }(\xi ,\vartheta )+\operatorname {d} _{\infty }(\vartheta ,\eta )}. |

Die Vervollständigung von {\displaystyle S} für die Metrik {\displaystyle \operatorname {d} _{\infty }} führt zu {\displaystyle \mathbb {H} }, den Quaternionen mit reellen Koeffizienten.
Die Vervollständigung von {\displaystyle H} für die Metrik {\displaystyle \operatorname {d} _{\infty }} führt zu nichts Neuem, da {\displaystyle H} eine diskrete Teilmenge von {\displaystyle \mathbb {H} } ist.

Zu jeder Hurwitzquaternion {\displaystyle \xi \in H} gibt es eine eindeutige Darstellung durch jede der zwei endlichen Reihen
{\displaystyle \xi =\sum _{i=0}^{n}\eta _{i}\cdot \varrho ^{i}}     oder   {\displaystyle \xi =\sum _{i=0}^{n}\varrho ^{i}\cdot \vartheta _{i}}
mit der Basis {\displaystyle \varrho :=\mathrm {i} \!-\!1}, Ziffern {\displaystyle \eta _{i},\vartheta _{i}\in C:=\{0,1,\varepsilon ,\zeta \}} (s. Abschnitt #Hurwitz-Einheiten), Basispotenzen rechts bzw. links davon und einem {\displaystyle n\in \mathbb {N} _{0}} mit {\displaystyle \|\varrho \|^{n}=2^{n}\geq \|\xi \|}.
Dieses Stellenwertsystem, das sich auf ganz {\displaystyle \mathbb {H} } erweitern lässt, hat folgende Eigenschaften:
- Es kommt ohne „Vorzeichen“ aus.
- Die Darstellung ist fast überall (= bis auf abzählbar viele Ausnahmen) umkehrbar eindeutig.[Anm 23]
- Die Hurwitzquaternionen entsprechen genau den Darstellungen ohne Nachkommastelle.
- Die Elemente {\displaystyle \in S}, und nur solche rationalen Elemente, haben periodische Darstellungen.[Anm 24]

### Nichtarchimedische Bewertung und Metrik
Zu einer festen Primzahl {\displaystyle p} sei für jedes {\displaystyle \xi \in S}
{\displaystyle \operatorname {v} _{p}(\xi ):=n}  mit  {\displaystyle \|\xi \|={\tfrac {s}{t}}\;p^{n},p\nmid s\in \mathbb {N} ,p\nmid t\in \mathbb {N} ,n\in \mathbb {Z} \cup \{\infty \}}
der {\displaystyle p}-Exponent der Norm. Diese (Exponenten-)Bewertung erfüllt:
| (A) Definitheit                     | {\displaystyle \operatorname {v} _{p}(\xi )=\infty \iff \xi =0},                                                                     |
| (B) Multiplikativität               | {\displaystyle \operatorname {v} _{p}(\xi \cdot \eta )\;=\;\operatorname {v} _{p}(\xi )+\operatorname {v} _{p}(\eta )},              |
| (C) verschärfte Dreiecksungleichung | {\displaystyle \operatorname {v} _{2}(\xi +\eta )\geq \min \left(\operatorname {v} _{2}(\xi ),\operatorname {v} _{2}(\eta )\right)}. |

Man beachte, dass der {\displaystyle p}-Exponent der Norm zu einer Primzahl {\displaystyle p>2} die Bedingung (C) nicht erfüllt.
Dass es bei {\displaystyle p=2} klappt, liegt an der Zweiseitigkeit des Ideals {\displaystyle {\mathit {\Lambda }}}.
Man kann {\displaystyle \operatorname {v} _{p}} eine Gruppe von „Einheiten“
{\displaystyle U_{p}:=\left\{\xi \in S\mid \operatorname {v} _{p}(\xi )=0\right\}}
zuordnen, zu der es für {\displaystyle p=2} einen Bewertungsring gibt.
Der Bewertungsring zu {\displaystyle \operatorname {v} _{2}} ist
{\displaystyle A:=\left\{\xi \in S\mid \operatorname {v} _{2}(\xi )\geq 0\right\}=H\cdot U_{2}=HN},
ein lokaler Ring mit dem maximalen Ideal
{\displaystyle {\mathfrak {m}}:=\left\{\xi \in S\mid \operatorname {v} _{2}(\xi )>0\right\}={\mathit {\Lambda }}\cdot U_{2}={\mathit {\Lambda }}N},
wobei {\displaystyle N:=\{{\tfrac {1}{t}}\;\mid \;2\nmid t\in \mathbb {N} \}} die (skalaren) Normen der Nenner von {\displaystyle U_{2}} beisteuert.
Den Anschluss zu den 2-adisch ganzrationalen Zahlen schafft wegen {\displaystyle \mathbb {Z} _{(2)}=\mathbb {Z} \,N} die Gleichung
{\displaystyle A=\left\{\xi =x_{0}+x_{1}\,\mathrm {i} +x_{2}\,\mathrm {j} +x_{3}\,\mathrm {k} \;\mid \;(x_{0},x_{1},x_{2},x_{3})\in {\mathbb {Z} _{(2)}}^{4}\,\cup \,({\tfrac {1}{2}}+\mathbb {Z} _{(2)})^{4}\right\}}.
Die durch {\displaystyle \operatorname {v} _{2}} definierte Abstandsfunktion
{\displaystyle \operatorname {d} _{2}(\xi ,\eta ):=2^{-\operatorname {v} _{2}(\xi -\eta )}}
erfüllt ebenfalls die Axiome für Metriken. Dazu noch die
       verschärfte Dreiecksungleichung            {\displaystyle \operatorname {d} _{2}\left(\xi ,\eta \right)\leq \max \left(\operatorname {d} _{2}(\xi ,\zeta ),\operatorname {d} _{2}(\zeta ,\eta )\right)},
die {\displaystyle \operatorname {d} _{2}} zu einer Ultrametrik macht.
Die Vervollständigung von {\displaystyle S} für diese Metrik führt zu
{\displaystyle {\hat {S}}:=\left\{\xi =x_{0}+x_{1}\,\mathrm {i} +x_{2}\,\mathrm {j} +x_{3}\,\mathrm {k} \;\mid \;x_{0},x_{1},x_{2},x_{3}\in \mathbb {Q} _{2}\right\}},
den Quaternionen mit 2-adischen Koeffizienten.
Der vervollständigte Bewertungsring ist
{\displaystyle {\hat {A}}:=\{\xi \in {\hat {S}}\mid \operatorname {{\hat {v}}_{2}} (\xi )\geq 0\}},
der mit der Vervollständigung {\displaystyle {\hat {H}}} des Rings {\displaystyle H} der Hurwitzquaternionen zusammenfällt, weil {\displaystyle H} in {\displaystyle A} {\displaystyle \operatorname {d} _{2}}-dicht liegt.
Hierbei ist {\displaystyle \operatorname {{\hat {v}}_{2}} } die eindeutige Fortsetzung von {\displaystyle \operatorname {v_{2}} } auf {\displaystyle {\hat {S}}}.
Das vervollständigte Bewertungsideal ist
{\displaystyle {\hat {\mathfrak {m}}}:={\mathit {\hat {\Lambda }}}:=\{\xi \in {\hat {S}}\mid \operatorname {{\hat {v}}_{2}} (\xi )>0\}={\hat {H}}\cdot \lambda =\lambda \cdot {\hat {H}}},
wo {\displaystyle \lambda \in {\hat {H}}} mit {\displaystyle \operatorname {{\hat {v}}_{2}} (\lambda )=1}, und der Restklassenkörper {\displaystyle {\hat {H}}/{\mathit {\hat {\Lambda }}}} ist isomorph zu dem im Abschnitt Ideale erwähnten {\displaystyle H/{\mathit {\Lambda }}\cong \mathbb {F} _{2^{2}}}.
Wenn wir {\displaystyle {\hat {\color {White}\_}}} als Vervollständigungsoperator nehmen, erhalten wir das nebenstehende Diagramm für die Vervollständigungen der Nebenklassen von {\displaystyle {\mathit {\Lambda }}}, die allerdings im Unterschied zu oben keine Gitter mehr sind.
Wie bei den p-adischen Zahlen haben wir, bei einem festen Primelement {\displaystyle \lambda \in (1\!+\!\mathrm {i} )\cdot Q_{24}}, eine eindeutige {\displaystyle \lambda }-adische Darstellbarkeit eines Elementes {\displaystyle \xi \in {\hat {S}}} durch jede der zwei {\displaystyle \operatorname {d} _{2}}-konvergenten Reihen
{\displaystyle \xi =\sum _{i=\operatorname {v} _{2}(\xi )}^{\infty }\lambda ^{i}\cdot \zeta _{i}}       oder     {\displaystyle \xi =\sum _{i=\operatorname {v} _{2}(\xi )}^{\infty }\vartheta _{i}\cdot \lambda ^{i}}
mit {\displaystyle \zeta _{i},\vartheta _{i}\in Q_{4}} (s. o. Repräsentantensystem) und Potenzen der Basis links bzw. rechts davon. Die Elemente {\displaystyle \in S}, und nur diese rationalen Elemente, haben periodische Darstellungen.